# Sansha San'yō
Sansha San'yō (三者三葉, lit. Tres hojas, tres colores) es una serie de manga yonkoma por Cherry Arai, serializado en la revista Manga Time Kirara de Houbunsha desde la edición de febrero del 2003. Finalizó en diciembre del 2018 con un total de 14 volúmenes Tankōbon. Una adaptación a anime por Doga Kobo se emitió entre abril y junio del 2016.

## Sinopsis
La historia se centra alrededor de la vida diaria de tres chicas de secundaria las cuales todas tienen el kanji "葉" (lit. "hoja") en sus nombres, y tienen diferentes cualidades - por eso la traducción del título, "tres hojas, tres colores".

## Personajes

### "Tres Hojas"
Futaba Odagiri (小田切 双葉 Odagiri Futaba)
Seiyū: Mai Kanazawa
Teru Hayama (葉山 照 Hayama Teru)
Seiyū: Ayaka Imamura
Yōko Nishikawa (西川 葉子 Nishikawa Youko)
Seiyū: Yū Wakui

### Otros
Kō Hayama (葉山 光 Hayama Kou)
Seiyū: Asuka Nishi
Mitsugu Yamaji (山路 充嗣 Yamaji Mitsugu)
Seiyū: Kenji Akabane
Yū Takezono (竹園 優 Takezono Yuu)
Seiyū: Haruka Watanabe
Sakura Usuda (臼田 桜 Usuda Sakura)
Seiyū: Nao Natsuno
Hajime Tsuji (辻 一芽 Tsuji Hajime)
Seiyū: Kotone Kuwayama
Sasame Tsuji (辻 小芽 Tsuji Sasame)
Seiyū: Chiemi Tanaka
Serina Nishiyama (西山 芹奈 Nishiyama Serina)
Seiyū: Machico
Asako Kondō (近藤 亜紗子 Kondou Asako)
Seiyū: Aina Suzuki
Kōsei Nishikawa (西川 孝清 Nishikawa Kousei)
Shino Sonobe (薗部 篠 Sonobe Shino)
Seiyū: Rika Momokawa

## Medios de comunicación

### Manga
Sansha San'yō comenzó como una serie de manga por Cherry Arai y fue publicada originalmente en la edición de febrero del 2003 de Manga Time Kirara. El manga es serializado en Manga Time Kirara excepto entre diciembre del 2003 hasta enero del 2007 donde el manga era serializado en Manga Time Kirara Carat. Han sido publicados doce volúmenes tankōbon entre el 28 de junio de 2004 y el 26 de marzo de 2016. Finalizó en diciembre del 2018 con un total de 14 volúmenes tankōbon

### Anime
Una adaptación a anime por Doga Kobo se estrenó el 10 de abril de 2016. Es dirigido por Yasuhiro Kimura y escrito por Hidoaki Koyasu. Jun Yamazaki proporciona el diseño de los personajes de la serie.

#### Lista de episodios
| Núm. | Título | Fecha de emisión    |
| ---- | --- | ------------------- |
| 1    | "Esas Son Cortezas del Pan" "Pan'nomimidesu wa" (パンの耳ですわ)                                                                | 10 de abril de 2016 |
| 2    | "Nada Bueno para Ti es Delicioso " "Karadanīimono wa oishikunai monodesu yo" (カラダにいいものはおいしくないものですよ)         | 17 de abril de 2016 |
| 3    | "Un Sabor a Maid" "Meido no aji ga shita" (メイドの味がした)                                                                    | 24 de abril de 2016 |
| 4    | "Realmente, es mi Propósito en la Vida" "Mushiro ikigaidesu" (むしろ生きがいです)                                               | 1 de mayo de 2016   |
| 5    | "Tus Marcas de Nacimiento se ha Descolorado" "Uko-han wa mō nai ndesu ne" (うこはんはもうないんですね)                          | 8 de mayo de 2016   |
| 6    | "Verduras, Carne, Carne, Carne, Carne, Carne, Carne, Pescado" "Yasai niku niku niku niku niku niku sakana" (野菜肉肉肉肉肉肉魚) | 15 de mayo de 2016  |
| 7    | "Diez Yen no son Suficientes" "Jū-en tarinai" (十円足りない)                                                                    | 22 de mayo de 2016  |
| 8    | "Atrape un Montón" "Takusan tsuretemasu" (たくさん釣れてます)                                                                   | 29 de mayo de 2016  |
| 9    | "El Curry Sabe Mejor en el Segundo Día" "Karē wa futsuka-me" (カレーは二日目)                                                   | 5 de junio de 2016  |
| 10   | "Un Día para Atragantarse con Pollo y Pastel" "Toriniku to kēki o tabe makuru hi" (鶏肉とケーキを食べまくる日)                  | 12 de junio de 2016 |
| 11   | "Un Día para Atragantarse con Chocolate" "Choko o tabe makuru hi" (チョコを食べまくる日)                                        | 19 de junio de 2016 |
| 12   | "Estoy Granduandome de las Cortezas del Pan" "U pan'nomimi wa sotsugyō shimasu wa" (うパンの耳は卒業しますわ)                   | 26 de junio de 2016 |